# Phaeosphaeria petkovicensis
Phaeosphaeria petkovicensis är en svampart som först beskrevs av Bubák & Ranoj., och fick sitt nu gällande namn av Shoemaker & C.E. Babc. 1989. Phaeosphaeria petkovicensis ingår i släktet Phaeosphaeria och familjen Phaeosphaeriaceae.   Inga underarter finns listade i Catalogue of Life.